# Plastico di Pompei
Il plastico di Pompei è un plastico in sughero, conservato all'interno del museo archeologico nazionale di Napoli, che rappresenta gli scavi archeologici dell'antica Pompei, sepolta dall'eruzione del Vesuvio del 79.

## Storia e descrizione

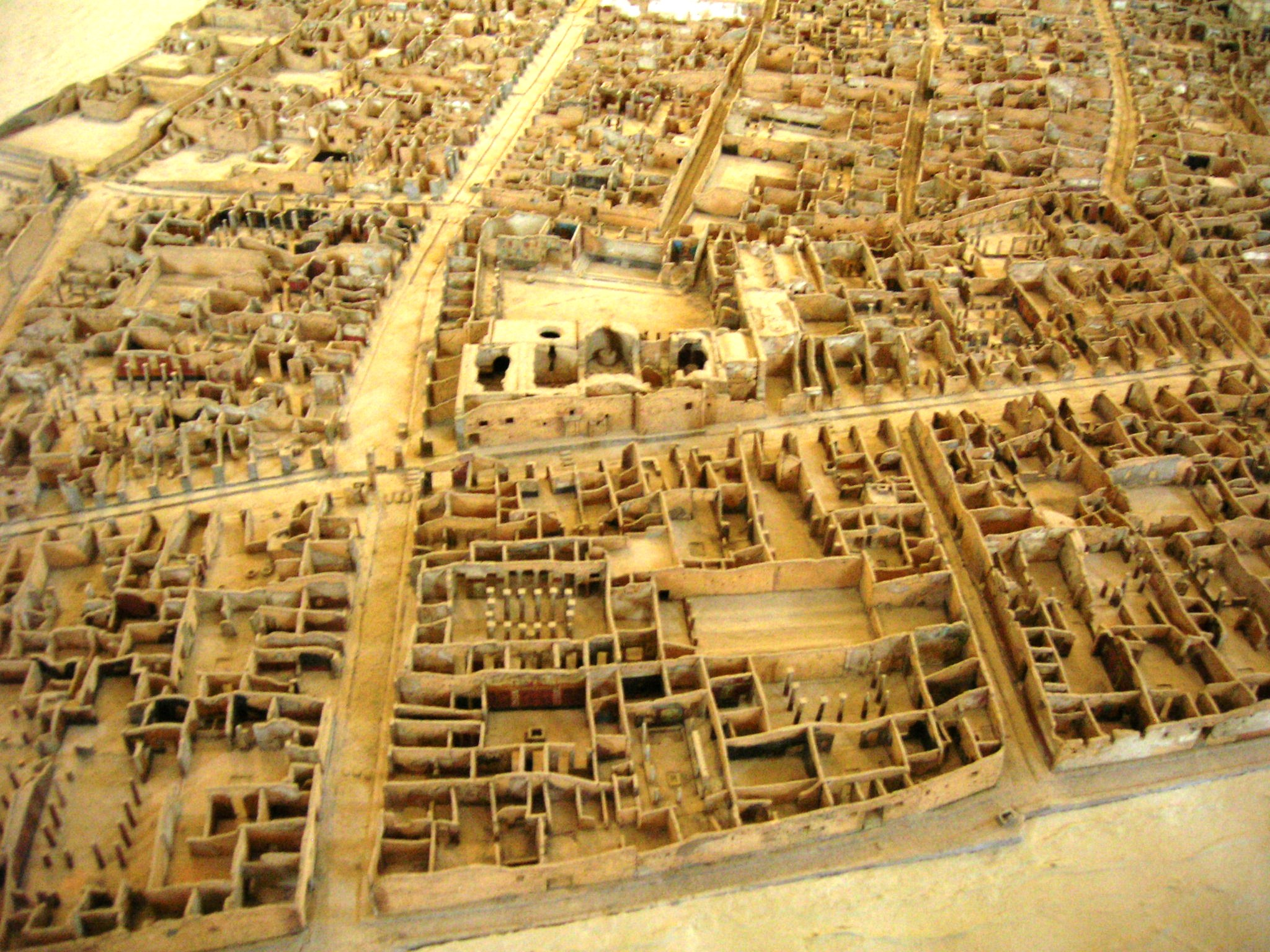
Particolare

L'idea di realizzare un plastico che rappresentasse gli scavi archeologici di Pompei venne a Giuseppe Fiorelli alla fine del XIX secolo: i lavori di costruzione iniziarono nel 1861, per essere poi interrotti nel 1879, ed eseguiti da Felice Padiglione, figlio di Domenico Padiglione, il quale aveva già realizzato altre opere del genere, come i modelli dei templi di Paestum ed il macellum di Pozzuoli; i lavori, commissionati poi a Nicola Roncicchi, ripresero nel 1908, quando assunse il suo aspetto definitivo. Durante il corso del XX secolo, fu spostata più volte la sede del plastico, tra Napoli e Pompei, talvolta anche diviso in più parti, soprattutto per proteggerlo da eventuali danni causati dai due conflitti mondiali, fino al 1950, quando fu definitivamente collocato all'interno del museo archeologico nazionale.
L'opera ha una scala di 1:100 e raffigura gli scavi fino al periodo del secondo dopoguerra: mancano solamente alcune insulae della regio VIII, l'anfiteatro, oltre a tutte le scoperte avvenuto dopo quel periodo; il plastico inoltre rappresenta, in certi casi, l'unica testimonianza di edifici e decorazioni andate perdute o a causa dell'incuria o a seguito dei danni causati dalla guerra. Il modello posa su una base di compensato, mentre tutte le costruzioni sono realizzate in sughero, con gli elementi in marmo e calcare sostituite da stucco o gesso, con inserti in osso. Gli affreschi sono riprodotti in ogni minimo dettaglio e realizzati o con colori a tempera su base di stucco e stagno o con colori ad acquerello su fondo di carta, questi ultimi pessimamente conservati; anche i pavimenti sono in carta, incisa se si tratta di mosaici, mentre i soffitti affrescati non sono incollati al resto della struttura in modo tale da poterli sollevare per permetterne l'osservazione.